# 雅苏玛·阿达德
雅苏玛·阿达德（英语：Yasmah-Adad）是古代马里的国王，是亚摩利人国王沙姆希阿达德一世的儿子。他荒淫无度，曾被父亲斥责。他试图对其进行反驳，却欲盖弥彰。后来被兹姆里·利姆推翻。他的弟弟是亚述国王伊什梅-达甘一世。